# (58679) Brenig
(58679) Brenig est un astéroïde de la ceinture principale.

## Description
(58679) Brenig est un astéroïde de la ceinture principale. Il fut découvert le 1er janvier 1998 à Bornheim par Norbert Ehring. Il présente une orbite caractérisée par un demi-grand axe de 2,60 UA, une excentricité de 0,28 et une inclinaison de 4,1° par rapport à l'écliptique.

## Compléments